# Gen Hoshino
Pour les articles homonymes, voir Hoshino  et Hoshino  (homonymie).
Gen Hoshino (星野 源, Hoshino Gen), né le 28 janvier 1981 à Warabi (Japon), est un auteur-compositeur-interprète, musicien, acteur et écrivain japonais.

## Carrière

### Musique
Depuis 2000, Hoshino dirige le groupe instrumental Sakerock, où il joue du marimba et de la guitare. Le groupe a sorti plus de dix albums avant de se dissoudre en 2015. En tant qu'artiste solo, il a fait ses débuts avec son premier album Baka no Uta le 23 juin 2010. Son premier single physique, Kudaranai no Naka ni (de l'album Episode) est sorti le 2 mars 2011 et a culminé à la 17e place du classement des singles d'Oricon. Les singles suivants - Film, Yume no Soto e, Shiranai (2012) et Gag (2013) - figuraient tous dans le top 10. Son deuxième album, Episode, sorti le 28 septembre 2011, a atteint la cinquième place. Son troisième album, Stranger, sorti le 1er mai 2013, a atteint la deuxième place du classement des albums Oricon et a été certifié or par la Recording Industry Association of Japan.

Concerts et événements :
- Stranger in Budokan (2014)
- Hoshino Gen no Hitori Edge in Budokan (2015)
- Yellow Voyage (2016)
- Live Tour Continues (2017)
- Pop Virus Dome Tour (2019)
- Assembly (2020) : annulé à cause du COVID19
- Hoshino Gen Gratitude (2020) : Live streaming
- Enkai (2021) : Live streaming
- ReAssembly (2023)

### Acteur
Le premier film de Hoshino, 69 de Lee Sang-il, est une adaptation du roman Ryū Murakami du même nom. Il a précédemment joué dans divers drames télévisés et pièces de théâtre. En 2012, il a fait ses débuts en tant que doubleur, exprimant Bouddha dans l'adaptation originale d'animation vidéo (OVA) du manga Les Vacances de Jésus et Bouddha de Hikaru Nakamura, et a également fourni une chanson thème intitulée "Gag" pour sa version théâtrale de 2013, où il a repris son rôle. En 2013, il a joué le personnage principal dans Blindly in Love (箱入り息子の恋, Hakoiri Musuko no Koi) Masahide Ichii aux côtés de Kaho, et a joué dans le film de Sion Sono Why Don't You Play in Hell?. En 2016, Hoshino a joué dans The Full-Time Wife Escapist de TBS. Avec Yui Aragaki comme co-star, il a dépeint un salarié nommé Hiramasa Tsuzaki. Le drame a obtenu des cotes en augmentation constante, avec un pic d'audience en temps réel de 20,8% sur l'épisode final et une note globale de 14,5%,. La performance de Hoshino lui a valu plusieurs prix du meilleur second rôle,,. Il a également fourni la chanson thème du drame, intitulée Koi. En 2020, Il joué le rôle de Kazumi Shima dans le drama MIU404 accompagné de Go Ayano (Ai Ibuki). Il joue le rôle d'un policier intelligent qui se retrouvera à avoir comme coéquipier Ai Ibuki une personne qui semble n'avoir que comme capacité de courir vite. 

## Vie privée
Le 22 décembre 2012, une hémorragie sous-arachnoïdienne lui a été diagnostiquée et il a subi une intervention chirurgicale. Il est officiellement revenu à la vie publique le 28 février 2013 avec son apparition aux Tokyo J-Wave Awards.
En 2021, Hoshino a épousé l'actrice Yui Aragaki, sa co-star dans la série télévisée The Full-Time Wife Escapist (en).

## Filmographie

### Films
| Année | Titre                            | Rôle                 | Remarques            | Ref.   |
| ----- | -------------------------------- | -------------------- | -------------------- | ------ |
| 2004  | 69                               | Yuzuru Nakamura      |                      |        |
| 2008  | Nonko 36-sai                     | Masaru               | Rôle principal       | [ 10 ] |
| 2009  | Brass Knuckle Boys               | Membre d'un groupe   |                      | [ 11 ] |
| 2013  | Les Vacances de Jésus et Bouddha | Bouddha              | Rôle principal, voix | [ 12 ] |
| 2013  | Blindly in Love                  | Kentaro Amanoshizuku | Rôle principal       | [ 13 ] |
| 2013  | Why Don't You Play in Hell?      | Koji Hashimoto       |                      | [ 14 ] |
| 2015  | Love & Peace                     | PC-300               | Voix                 | [ 15 ] |
| 2016  | Chieri and Cherry                | Chieri               | Rôle principal, voix | ,      |
| 2017  | Night Is Short, Walk On Girl     | Senpai               | Rôle principal, voix | [ 18 ] |
| 2018  | Miraï, ma petite sœur            | Père                 | Voix                 | [ 19 ] |
| 2019  | Samurai Shifters                 | Harunosuke Katagiri  | Rôle principal       | ,      |
| 2019  | Interdiction de fumer            | Narrateur            |                      | [ 22 ] |
| 2020  | La voix du péché                 | Toshiya Sone         | Rôle principal       | [ 23 ] |